# 41 Sextantis
41 Sextantis är en vit jätte i Sextantens stjärnbild.
41 Sextantis har visuell magnitud +5,79 och är synlig för blotta ögat vid god seeing. Den befinner sig på ett avstånd av ungefär 310 ljusår.